# Drussyla Costa
Drussyla Andressa Felix Costa est une joueuse de volley-ball brésilienne née le 1er juillet 1996 à João Pessoa (Paraíba). Elle mesure 1,86 m et joue au poste de réceptionneuse-attaquante. 

## Clubs
| Club                       | De        | À         |
| -------------------------- | --------- | --------- |
| Fluminense Football Club   | 2006-2007 | 2012-2013 |
| Rio de Janeiro Volêi Clube | 2013-2014 | …         |

## Palmarès

### Équipe nationale
- Grand Prix Mondial
  - Vainqueur : 2017.
- Championnat d'Amérique du Sud
  - Vainqueur : 2017, 2019.
- Championnat du monde des moins de 23 ans
  - Vainqueur : 2015.
- Championnat du monde des moins de 20 ans
  - Finaliste : 2015[1]
- Championnat d'Amérique du Sud  des moins de 23 ans
  - Vainqueur : 2016.
- Championnat d'Amérique du Sud  des moins de 20 ans
  - Vainqueur : 2014.
- Championnat d'Amérique du Sud  des moins de 16 ans
  - Vainqueur : 2011.

### Clubs
- Championnat du monde des clubs
  - Finaliste : 2017.
- Championnat sud-américain des clubs
  - Vainqueur : 2015, 2016, 2017.
  - Finaliste : 2018.
- Championnat du Brésil
  - Vainqueur : 2014, 2015, 2016, 2017.
  - Finaliste : 2018.
- Coupe du Brésil
  - Vainqueur : 2016, 2017, 2020.
- Supercoupe du Brésil
  - Vainqueur : 2015, 2016, 2017.

### Distinctions individuelles
- Championnat d'Amérique du Sud féminin de volley-ball des moins de 16 ans 2011: MVP.
- Championnat d'Amérique du Sud féminin de volley-ball des moins de 20 ans 2014: MVP.
- Championnat d'Amérique du Sud féminin de volley-ball des moins de 23 ans 2016: 2e meilleure réceptionneuse-attaquante.
- Championnat sud-américain des clubs de volley-ball féminin 2018: Meilleure réceptionneuse-attaquante[2].